# Quatuor Ébène
Le quatuor Ébène est un quatuor à cordes français créé en 1999. Il est actuellement composé par Pierre Colombet (premier violon), Gabriel Le Magadure (second violon), Marie Chilemme (alto) et Yuya Okamoto (violoncelle). Précédemment ont été membres du quatuor : au violon Guillaume Antonini, à l'alto Mathieu Herzog (1999-2014) et Adrien Boisseau (2015-2017) ; au violoncelle, Matthieu Fontana (1999-2002) et Raphaël Merlin (2002–2024).

## Historique
En 1999, le quatuor Ébène est constitué par quatre étudiants du conservatoire de Boulogne-Billancourt. L'ensemble étudie ensuite avec le quatuor Ysaÿe au Conservatoire national supérieur de musique et de danse de Paris puis avec Eberhard Feltz, Gábor Takács-Nagy et György Kurtág en Hongrie.
En 2003, il est remarqué à l'occasion du Concours international de quatuors à cordes de Bordeaux où il obtient le 2e prix ex æquo (1er prix non attribué) et le prix Sacem pour la meilleure interprétation d'une œuvre de musique contemporaine.
En septembre 2004, le quatuor Ébène remporte à Munich le 1er prix du concours international de l'ARD, ainsi que le prix du public, deux prix de meilleure interprétation et le prix de la fondation Karl-Klinger. En juin 2006, le quatuor est admis à rejoindre le cycle Artistes de la nouvelle génération de la BBC Radio 3 (en).
En septembre 2007, il signe un contrat d'exclusivité pour Virgin Classics intégré en 2013 au label Erato de Warner Classics. Le premier disque de cette nouvelle collaboration (Debussy - Fauré - Ravel) paru à l'automne 2008 reçoit de nombreuses récompenses : Editor's Choice de Gramophone, Choc du Monde de la musique, ƒƒƒƒ de Télérama, CD de la semaine dans The Sunday Times. La même année, le quatuor rejoint le cercle des artistes soutenus par la fondation Borletti-Buitoni.
Le quatuor Ébène a obtenu une victoire de la musique classique en 2010 pour son album Fiction faisant la part belle aux musiques de film.
Le quatuor se produit régulièrement dans des salles telles que la Philharmonie de Paris, la Philharmonie Luxembourg, la Philharmonie de l'Elbe et au Carnegie Hall de New York, tout comme au festival de Salzbourg, au Wigmore Hall de Londres, au Concertgebouw d'Amsterdam, au Konzerthaus de Berlin, au Musikverein de Vienne, au palais des beaux-arts de Bruxelles, à la Herkulessaal de Munich, à l'opéra de Francfort, à la Tonhalle de Zürich, à la Sala São Paulo (Brésil), au Konzerthuset de Stockholm, à l'Accademia di Santa Cecilia de Rome, au Gewandhaus de Leipzig ou au Théâtre des Champs-Élysées à Paris.
Le quatuor participe régulièrement à de nombreux festivals, parmi lesquels le festival Menuhin à Gstaad, le Festival de Verbier, la Schubertiade à Hohenems, le Festival de Mecklenburg Vorpommern ou le Savannah Festival (États-Unis).
En 2014, le Carnegie Hall de New York invite le quatuor Ebène a célébrer l'année anniversaire Beethoven en 2020 avec une intégrale de ses quatuors à cordes. Les musiciens conçoivent ainsi le projet Beethoven around the world : plus de cent concerts, une vingtaine de pays sur les six continents entre 2018 et 2020 pour diffuser le message humaniste de Beethoven et faire entendre ses chefs-d'œuvre.
En novembre 2018, il est le premier quatuor à cordes et les premiers artistes français à se voir décerner pour l'année 2019 le prestigieux Frankfurter Musikpreis,.

## Style et caractéristiques
Le quatuor Ebène se distingue par sa maîtrise lui donnant la liberté de se consacrer avec la même ferveur à la musique classique, à la musique contemporaine et au jazz dont il se plaît à abolir les frontières musicales. La formation s'est ainsi produite aux côtés d'artistes aussi admirés dans le répertoire classique que dans l'univers du jazz et de la chanson tels que Menahem Pressler, Matthias Goerne, Stacey Kent, Nicholas Angelich, Martin Fröst, Bernard Lavilliers, Gautier Capuçon, Michel Portal, Natalie Dessay, Philippe Jaroussky, etc.

Le quatuor est reconnu mondialement 

« [pour] la beauté de la sonorité, la perfection des attaques, la juste répartition du poids des archets et l'homogénéité impressionnante, comme si les musiciens jouaient d'un seul instrument, rapprochant ce quatuor des meilleurs ensembles mondiaux. C'est le résultat d'un travail sans relâche et d'une entente parfaite. »

— Bertrand Dermoncourt, L'Express, 5 avril 2013
 En 2013, le magazine britannique Gramophone a relevé ce qui fait leur spécificité, quel que soit le répertoire qu'ils abordent : « un inimitable sentiment qu'ils ont quelque chose à dire, et un besoin urgent de le dire. »

## Enseignement
Passionnés d’enseignement et de transmission, les musiciens interviennent régulièrement au Conservatoire national supérieur de musique et de danse de Paris et donnent des masterclasses au Festival de Verbier en 2018, le Conservatoire Royal de Bruxelles en 2015 ainsi qu'à la School of Music & Fine Arts de Fontainebleau en 2017. Ils ont été pendant plusieurs années consécutives professeurs en résidence à la Colburn School de Los Angeles. En 2020, Raphaël Merlin est nommé professeur de musique de chambre au sein de la Hochschule für Musik und Theater München, le Quatuor Ebène se voyant confier la première classe de quatuor à cordes, sous forme d'academie.

## Instruments[20]
- Pierre Colombet joue sur deux violons : un violon d'Antonio Stradivari de 1717 prêté par mécène par l'intermédiaire de Beares International Violin Society et un violon de Matteo Goffriller de 1736 ainsi qu'un archet de Charles Tourte (Paris, XIXe siècle), ces deux derniers prêtés par Gabriele Forberg-Schneider.
- Gabriel Le Magadure joue sur deux violons : un violon de Stradivari de 1727 prêté par Beares International Violin Society et un violon marqué Guarneri d'environ 1740 et un archet de Dominique Pecatte (vers 1845), ces deux prêtés par Gabriele Forberg-Schneider.
- Marie Chilemme joue deux altos : un alto de Stradivari de 1734 prêté par la Stradivari Foundation Habisreutinger et un alto de Marcellus Hollmayr (Füssen, 1625) prêté par Gabriele Forberg-Schneider, antérieurement joué par Mathieu Herzog.
- Yuya Okamoto joue un violoncelle de Giovanni Grancino (en) de 1682 à Milan.

## Discographie
- Wolfgang Amadeus Mozart : Mozart: String Quintets K.515 & K. 516 avec Antoine Tamestit (alto) - Warner Classics Erato, 2023
  - Choix France Musique[21]
  - Diapason d'or - juin 2023[22]
  - Trophées Radio Classique[23]
- Henri Dutilleux, Arnold Schoenberg, Raphaël Merlin : Round Midnight avec Antoine Tamestit (alto) et Nicolas Altstaedt (violoncelle)- Warner Classics Erato, 2021
- Ludwig van Beethoven, Beethoven around the World, intégrale des quatuors à cordes, Warner Classics Erato, 2020 - 7 CD enregistrés en concert (Philadelphie, Vienne, Tokyo, Sao Paulo, Nairobi, Melbourne, Paris) réalisés entre mai 2019 et janvier 2020.
- Eternal stories, avec Michel Portal, Richard Héry & Xavier Tribolet, Warner Classics Erato, 2017[24]
- Franz Schubert, Quintette à cordes D956 & Lieder avec Gautier Capuçon et Matthias Goerne, Warner Classics Erato, 2016[25]
- Green (Philippe Jaroussky), mélodies sur des poèmes de Verlaine, avec Philippe Jaroussky et Jérôme Ducros, Warner Classics Erato, 2015[26]
- Fiançailles pour rire (Natalie Dessay) / Chausson "La Chanson perpétuelle", avec Natalie Dessay & Philippe Cassard, Warner Classics Erato, 2015[27]
- Menahem Pressler, a 90th Birthday celebration, Dvorak & Schubert ; quintette La Truite avec Menahem Pressler, Warner Classics Erato, 2014[28]
- Brazil, avec Stacey Kent & Bernard Lavilliers, Warner Classics Erato, 2014[29]
- Mendelssohn Felix & Fanny, Quatuor en la mineur, op. 13 et Quatuor en fa mineur, op. 80 , et Fanny Mendelssohn, Quatuor à cordes en mi bémol majeur. Warner Classics Erato, 2013[30],[31] BBC music Award 2014 chamber music[32] ; Diapason d’or[33]
- Mozart, Quatuors à cordes KV465 « Dissonances » & KV421, Divertimento KV138 . Virgin Classics, 2011[34]
- Fauré, La Musique de chambre pour instruments à cordes et piano. Avec Renaud Capuçon, Gautier Capuçon, Gérard Caussé, Nicholas Angelich, Michel Dalberto. 5CD Virgin Classics, 2011
- Fiction, avec Fanny Ardant, Luz Casal, Natalie Dessay, Stacey Kent, Richard Héry. Virgin Classics, 2010[35],[36]
- Brahms, Quatuor à cordes no 1, Quintette pour piano & cordes. Virgin Classics, 2009[37],[38]
- Claude Debussy, Gabriel Fauré, Maurice Ravel, Quatuors à cordes. Virgin Classics 2008 : Gramophone recording of the Year 2009[39],[40] ; Choc Classica.
- Bartók, Quatuor à cordes no 1-3, Mirare, enregistré à la Ferme de Villefavard en septembre 2006[41]
- Haydn, Quatuors à cordes op. 33 no 1; Op. 64 no 5 (L’Alouette) ; Op. 76 no 1. Mirare, enregistré à l'abbaye royale de Fontevraud 2006
- Eros & Thanatos (Daniel Casimir), avec Daniel Casimir (trombone), Michael Felberbaum (guitare), Vincent Courtois (violoncelle), Nicolas Genest (trompette), Fred Borey (saxophone) & François Moutin (double bass), 2003[42]

## Filmographie
- Beethoven: The Complete String Quartets, 6 DVD box filmed at Philharmonie de Paris, directed by Sébastien Glas - producer : Ideale Audience
- 4-the film, documentaire de Daniel Kutchinski, 94 min, 2015[43] Prix Best Documentary L.A Film festival 2015.
- Menahem Pressler, The pianist, Dvorak & Schubert (quintette La Truite) avec Menahem Pressler. DVD Warner Classics Erato, 2014[44]
- Fiction, Live at the Folies Bergère 2010, avec Natalie Dessay, Stacey Kent, Richard Héry, Jim Tomlinson. DVD Virgin Classics, 2011[45]